# Aricie
Pour les articles homonymes, voir Aricie (homonymie).
Pour la ville antique d'Aricie, voir Ariccia.
 (avril 2019).
Si vous disposez d'ouvrages ou d'articles de référence ou si vous connaissez des sites web de qualité traitant du thème abordé ici, merci de compléter l'article en donnant les références utiles à sa vérifiabilité et en les liant à la section « Notes et références ».

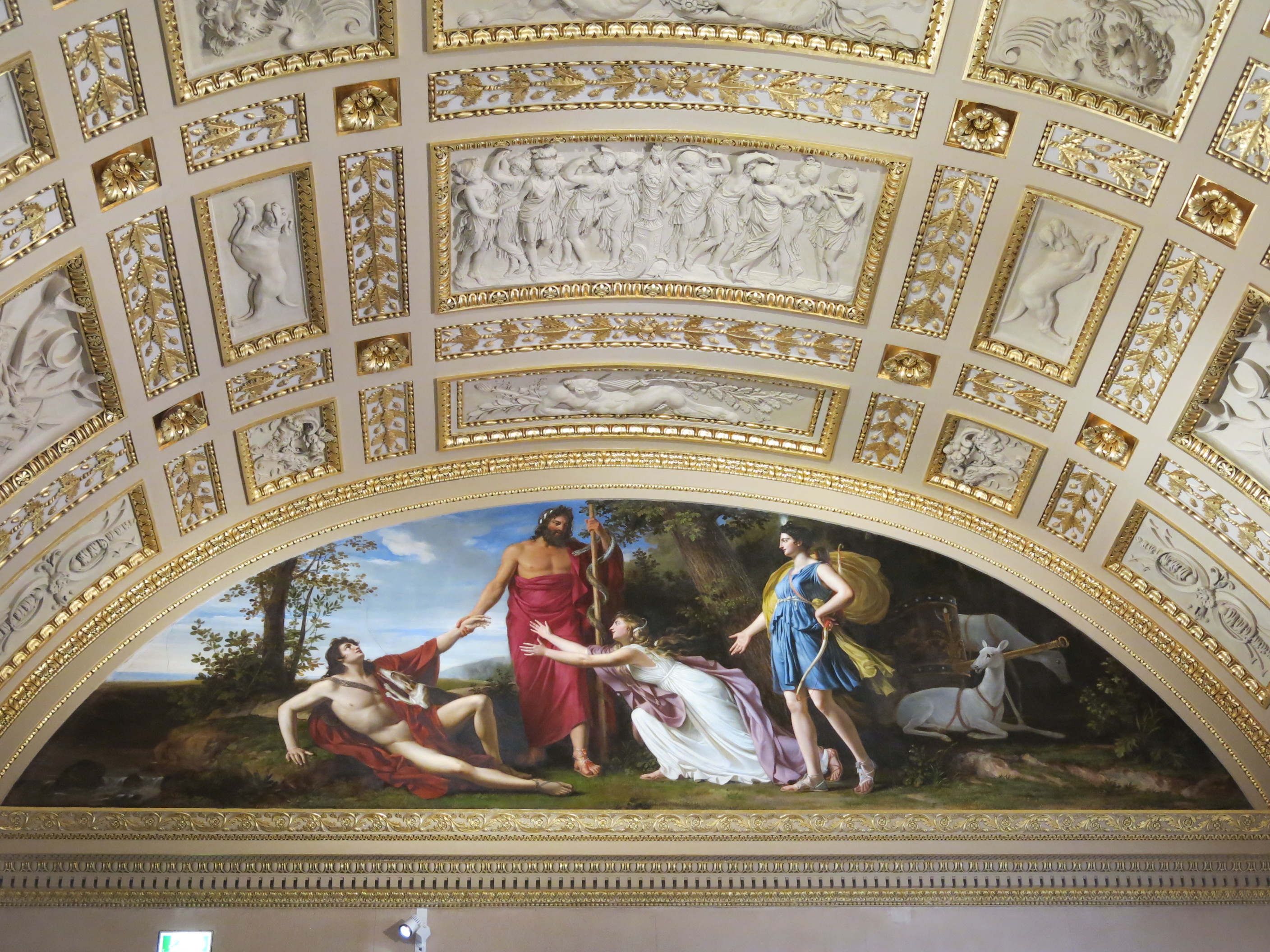
Diane rendant à Aricie Hippolyte ressuscité par Esculape.

Aricie (en grec ancien : Ἀρικία) est une princesse athénienne présentée par Philostrate, dans ses Tableaux, en tant qu'épouse d'Hippolyte. Selon Blaise de Vigenère qui annota l'œuvre de Philostrate, la forêt d'Aricinie où Hippolyte est emmené par Artémis après son retour des Enfers est nommée d'après Aricie. 

## Aricie dansPhèdre et Hippolyte
Le personnage d'Aricie apparaît également dans la pièce Phèdre et Hippolyte, écrite par Jacques Pradon, un contemporain de Jean Racine, en 1677. Elle est publiée, car approuvée par les privilèges du roi. Dans cette pièce, Aricie est une princesse de la contrée d'Attique. La scène se déroule à Trézène et le personnage d’Aricie apparaît pour la première fois dans la scène 2 de l’acte I. Dans la scène 3, elle est confrontée à sa rivale Phèdre. Et la scène 4 est un monologue d’Aricie qui est egalement présente dans l’acte IV. Ce personnage joue donc un rôle crucial dans cette pièce contemporaine.

## Aricie dansPhèdrede Racine
Dans la tragédie de Racine, Aricie est une princesse athénienne retenue prisonnière par Thésée car appartenant à la famille des Pallantides. Aricie est profondément amoureuse d'Hippolyte, le fils de Thésée, et cet amour est réciproque. Hippolyte est la victime d'un coup monté : Oenone, la servante et confidente de sa belle-mère, Phèdre, convainc Thésée que son propre fils a essayé de la séduire. Le roi bannit Hippolyte et le maudit, implorant une vengeance des Dieux. Hippolyte mourant, Aricie termine la tragédie, seule et éplorée. Thésée est le dernier qui s'exprime dans cette pièce, restituant son honneur à Hippolyte et prenant pour fille symbolique Aricie.
Jean-Philippe Rameau s'inspira de la pièce de Jean Racine pour composer son premier opéra, Hippolyte et Aricie.

## Aricie dans l'Énéide
Aricie est un personnage présent dans l'Énéide de Virgile ainsi que dans différentes reprises du mythe de Phèdre. Elle est présentée comme une femme éprise d’Hippolyte et elle est en proie à une immense peine à la suite de sa mort tragique.
Lors du chant VII de l’Énéide, Aricie apparaît après la mort d’Hippolyte. On l'aperçoit en pleurs étant donné qu’il était le sujet de son amour et elle attire alors la pitié du dieu Péon à la suite de cette perte.
Son rôle est assez secondaire, car l'Énéide traite principalement de l’histoire d’Enée. Son apparition permet de faire une référence à cette tragédie classique.

## Aricie dans Hippolyte et Aricie
- Hippolyte et Aricie[4], est la première tragédie lyrique de Jean Philippe Rameau créée le 1er octobre 1733 à l'académie royale de la musique. L’œuvre comporte, selon la tradition, un prologue et cinq actes.[pas clair]
- Lors de la première représentation de 1733, le personnage d’Aricie est interprété par Marie Pélissier.[pas clair]
- Aricie apparaît pour la première fois à l’acte IV pour rejoindre Hippolyte qui se lamente. Le couple va supplier Diane, qui a juré de les protéger, de bénir leur union.[pas clair]
- Inconsolable, elle croit perdre l’amour de sa vie englouti par un monstre. Neptune lui révèle dans l’acte V qu'Hippolyte a été sauvé par Diane.[pas clair]